# العلاقات الدومينيكانية المصرية
العلاقات الدومينيكانية المصرية هي العلاقات الثنائية التي تجمع بين جمهورية الدومينيكان ومصر.

## مقارنة بين البلدين
هذه مقارنة عامة ومرجعية للدولتين:
| وجه المقارنة                                              | جمهورية الدومينيكان | مصر           |
| --------------------------------------------------------- | ------------------- | ------------- |
| المساحة (كم2)                                             | 48.67 ألف           | 1.01 مليون    |
| عدد السكان (نسمة)                                         | 10.40 مليون         | 94.80 مليون   |
| الكثافة السكانية (ن./كم²)                                 | 213.68              | 93.86         |
| العاصمة                                                   | سانتو دومينغو       | القاهرة       |
| اللغة الرسمية                                             | اللغة الإسبانية     | اللغة العربية |
| العملة                                                    | بيزو دومنيكاني      | جنيه مصري     |
| الناتج المحلي الإجمالي (بليون دولار)                      | 75.93 مليار         | 235.37 مليار  |
| الناتج المحلي الإجمالي (تعادل القوة الشرائية) بليون دولار | 149.89 مليار        | 998.67 مليار  |
| الناتج المحلي الإجمالي الاسمي للفرد دولار أمريكي          | 6.47 ألف            | 3.61 ألف      |
| الناتج المحلي الإجمالي للفرد دولار أمريكي                 | 13.26 ألف           |               |
| مؤشر التنمية البشرية                                      | 0.715               | 0.690         |
| رمز المكالمات الدولي                                      | +1809، +1829، +1849 | +20           |
| رمز الإنترنت                                              | .do                 | .eg، .مصر     |
| المنطقة الزمنية                                           | 00                  | ت ع م+02:00   |

## منظمات دولية مشتركة
يشترك البلدان في عضوية مجموعة من المنظمات الدولية، منها:
| علم المنظمة | اسم المنظمة                        | تاريخ انضمام جمهورية الدومينيكان | تاريخ انضمام مصر |
| ----------- | ---------------------------------- | -------------------------------- | ---------------- |
|             | المنظمة الهيدروغرافية الدولية      | ?                                | 21 يونيو 1921    |
|             | الاتحاد البريدي العالمي            | ?                                | ?                |
|             | يونسكو                             | 4 نوفمبر 1946                    | 22 يناير 1947    |
|             | البنك الدولي للإنشاء والتعمير      | 18 سبتمبر 1961                   | 27 ديسمبر 1945   |
|             | منظمة التجارة العالمية             | ?                                | 30 يونيو 1995    |
|             | وكالة ضمان الاستثمار متعدد الأطراف | 7 مارس 1997                      | 12 أبريل 1988    |
|             | منظمة الشرطة الجنائية الدولية      | ?                                | 7 سبتمبر 1923    |
|             | مؤسسة التمويل الدولية              | 31 أكتوبر 1961                   | 20 يوليو 1956    |
|             | الأمم المتحدة                      | 24 أكتوبر 1945                   | 24 أكتوبر 1945   |
|             | مؤسسة التنمية الدولية              | 16 نوفمبر 1962                   | 26 أكتوبر 1960   |

## وصلات خارجية
- موقع وزارة الخارجية المصرية